# 普连集站
普连集站位于山东省菏泽市曹县普连集镇，是京九铁路的一座火车站，等级为四等站，距北京西站619公里，距常平站1696公里，本站及相邻上下行区间均为电气化区段。车站建于1996年，只办理货运，不办理客运业务。

## 事故
2009年10月21日下午13点，由哈尔滨开往成都的10241次油罐列车由于罐车罐口密封圈破损而发生泄漏，16点险情处理完毕，并没有造成人员伤亡。